# Змеиная колонна

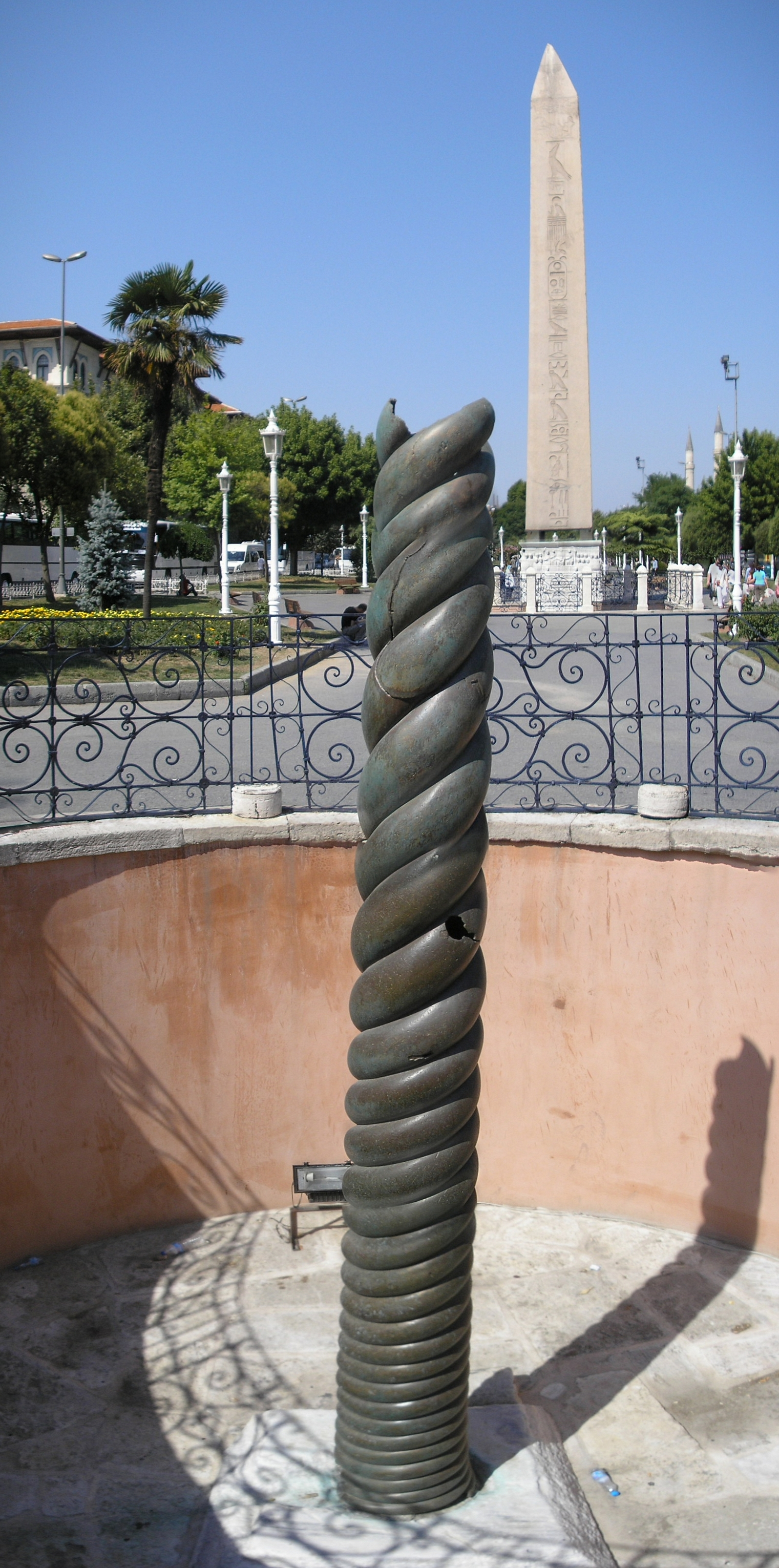
Фотография 2007 года. На заднем плане — обелиск Феодосия.

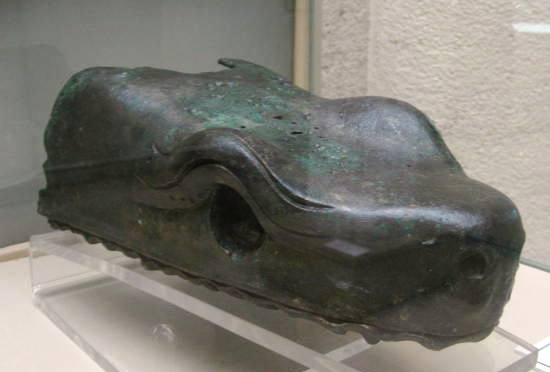
Часть одной из змеиных голов, обнаруженная в 1848 году археологом Фоссати

Змеиная колонна (греч. Τρικάρηνος Όφις, тур. Yılanlı Sütun) — 8-метровая древнегреческая бронзовая колонна, установленная в IV веке н. э. на спи́не (срединном возвышении) константинопольского ипподрома (ныне — площадь Султанахмет). 
Сохранившаяся часть жертвенного треножника храма в Дельфах, отлитая из оружия погибших в битве при Платеях (479 год до н. э.) персов во время греко-персидских войн. Находилась в Дельфах до 324 года, когда была перевезена Константином в основанный им Константинополь. До 1700 года колонну увенчивали три змеиные головы (верхняя часть одной из которых выставлена в Археологическом музее Стамбула).

## История создания
После решающей победы при Платеях, во время которой было уничтожено войско персов, эллины захватили богатую добычу. Десятая её часть посвящена богам, в частности, в святилище Аполлона в Дельфах. Согласно Геродоту,
Из этой десятины был [сделан и] посвящён золотой треножник, который стоит в Дельфах на трёхглавой медной змее непосредственно у алтаря
Создание колонны было ознаменовано скандалом. Военачальник эллинов при Платеях Павсаний велел поместить на треножнике надпись:
Эллинов вождь и начальник Павсаний в честь Феба владыки
Памятник этот воздвиг, полчища мидян сломив
Греки были оскорблены таким поведением Павсания, присвоившего себе всю славу победы, которая по праву принадлежала им всем. Спартанцы соскоблили первоначальную надпись и заменили её на перечисление всех городов, войска которых участвовали в сражении. Согласно Диодору Сицилийскому, на треножнике вместо первоначальной надписи поместили двустишие знаменитого греческого поэта Симонида:
Это подарок спасителей обширной Эллады, воздвигнутый здесь,
Избавивших её государства от цепей позорного рабства

## Дальнейшая история

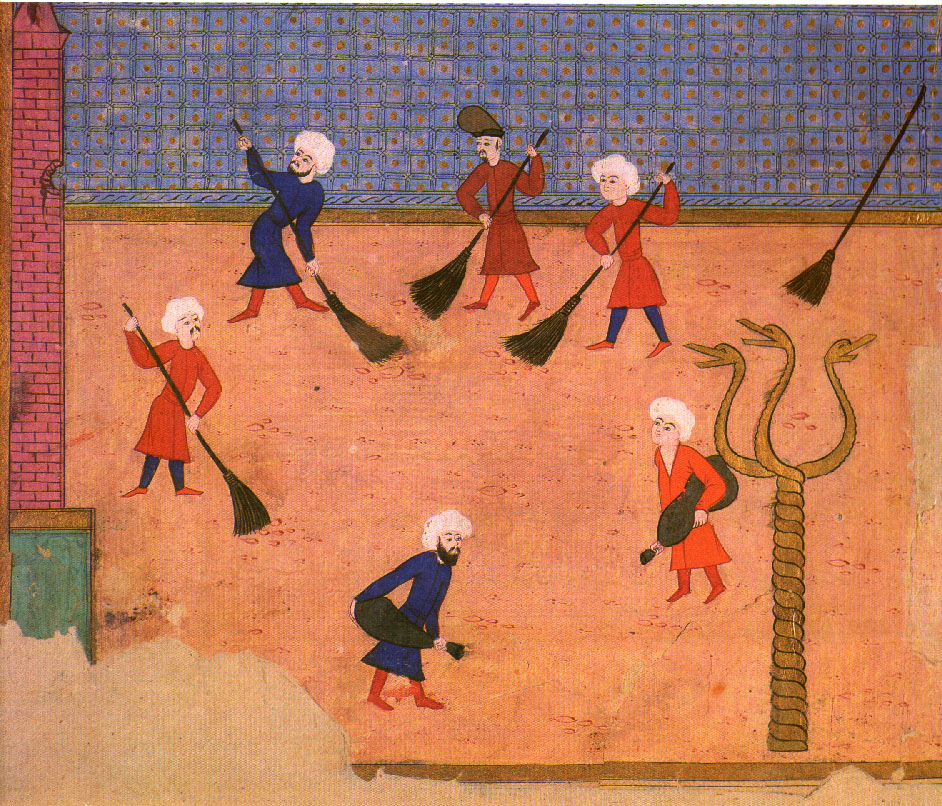
Османская миниатюра 1582 года свидетельствует, что на тот момент все три змеиные головы были в наличии

Золотой треножник, располагавшийся на трёх змеиных головах, был снят во время разграбления Дельфийского храма фокейцами в 345/344 году до н. э. Событие послужило хорошим поводом для Филиппа II Македонского вступиться за священное для эллинов место, возглавить поход против фокидян и в ходе Третьей Священной войны усилить своё влияние. В 324 году н. э. колонна была перевезена в новую столицу Римской империи — Константинополь.
Судя по наличию голов на изображениях XVI—XVII веков, после взятия Константинополя турки колонну не тронули (так как считали, что она оберегает город от змей). Позднее туристам рассказывали, что одну из голов отшиб некий султан — то ли Мехмед Завоеватель во время торжественного въезда в захваченный город, то ли Селим Пьяница. Последнюю оставшуюся голову якобы срубил шашкой пьяный польский посол Лещинский. Наиболее правдоподобной выглядит версия османского историка Мехмеда Аги о том, что ночью 20 октября 1700 года был совершён безымянный акт вандализма.
В 2015 году бронзовая копия Змеиной колонны была установлена в Археологическом заповеднике Дельфы.